# Johannes V. Thurzo

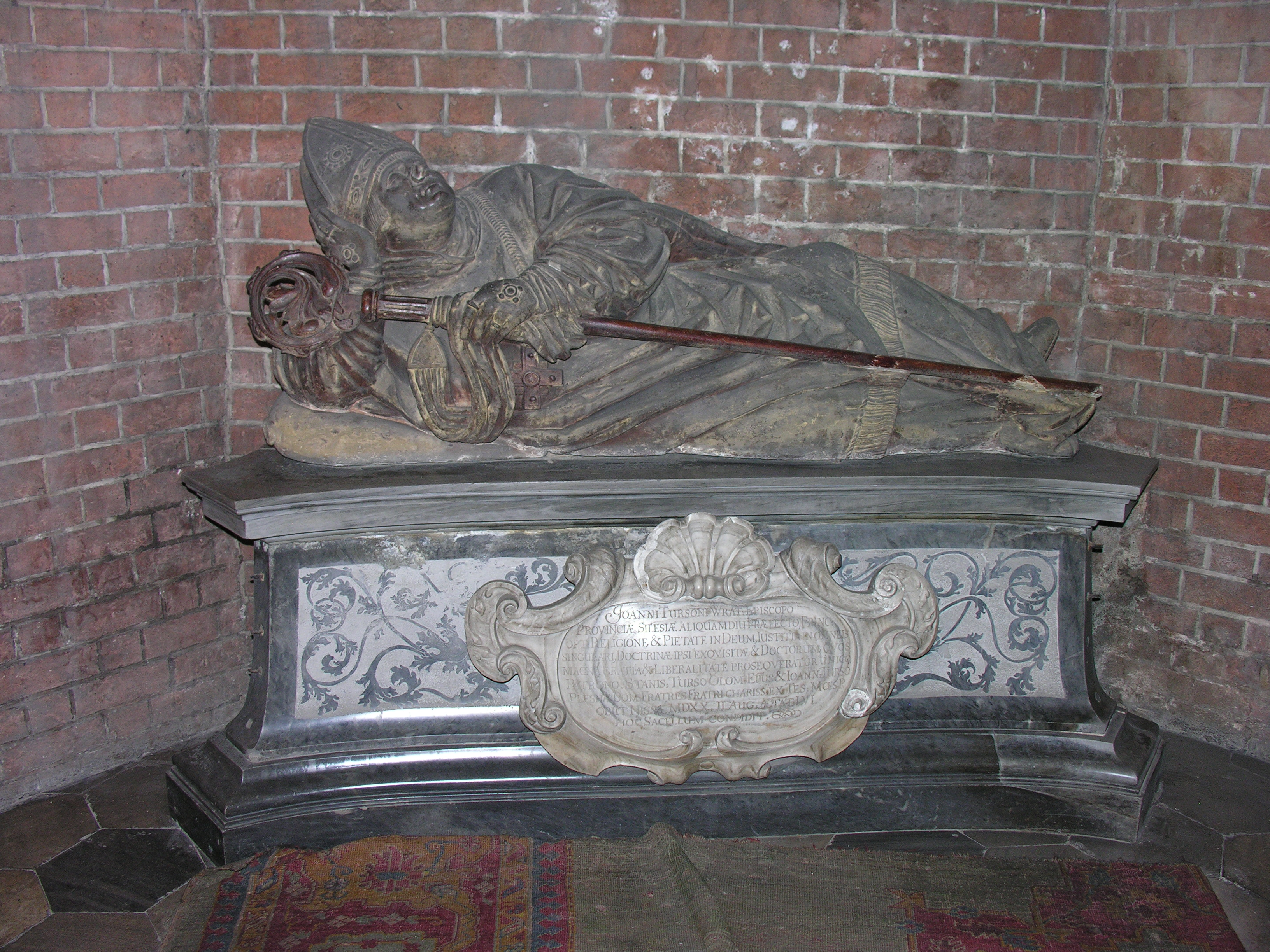
Grabmal von Johann Thurzo im Dom zu Breslau

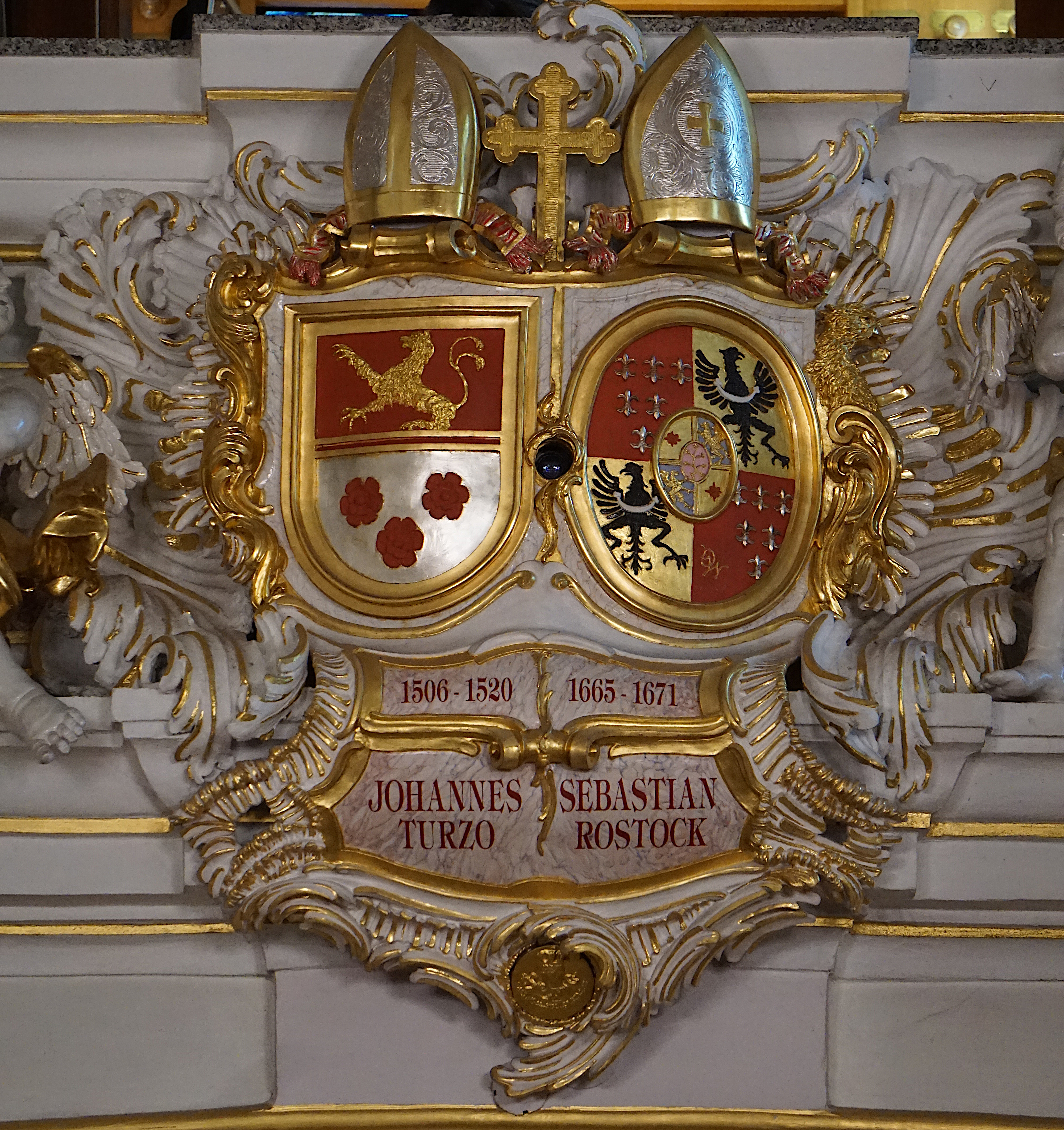
Wappen zweier Breslauer Bischöfe an der Brüstung der Orgelempore der Basilika auf dem Sankt Annaberg in Oberschlesien

Johann(es) V. T(h)urzo (ungarisch Thurzó; auch T(h)urzo von Bethlenfalva; * 16. April 1466 in Krakau; † 2. August 1520 in Neisse, Fürstentum Neisse) war 1506–1520 Fürstbischof von Breslau.

## Herkunft und Werdegang
Johannes entstammte der ungarisch-deutsch-slowakischen Patrizierfamilie Thurzo. Er war der erstgeborene Sohn des gleichnamigen Bergwerks- und Hüttenunternehmers Johannes Thurzo aus Leutschau in der Zips, der 1462 seinen Wohnsitz nach Krakau verlegt hatte, wo ihm zwei Jahre später das Bürgerrecht verliehen wurde. Johannes studierte ab 1478 an der humanistisch orientierten Universität Krakau, wo er 1484 das Bakkalaureat und 1487 den Magistertitel erwarb. Anschließend hielt er Vorlesungen am Krakauer Priesterseminar Collegium majus. Zur Vorbereitung seiner geistlichen Laufbahn ging er 1490 zum Studium des Kanonischen Rechts nach Italien, wo er sich zeitweise auch am Päpstlichen Hof aufhielt. Als Doktor der Rechte (doctor decretorum) kehrte er nach Krakau zurück und bekleidete 1498 das Amt des Rektors an der Jagiellonen-Universität. Um diese Zeit setzte auch sein Aufstieg in geistliche Ämter ein: Er wurde Scholaster in Gnesen und in Posen, Kanonikus in Krakau und bald darauf Domherr und Dekan des Breslauer Domkapitels.
1501 übernahm er mit Unterstützung der Fugger das Amt eines päpstlichen Kollektors im Königreich Polen und in der Kirchenprovinz Gnesen. Der polnische König Johann Albrecht beauftragte ihn mehrfach mit diplomatischen Missionen.

### Fürstbischof von Breslau
Gegen den Widerstand des Breslauer Domkapitels und der schlesischen Fürsten erhielt Johannes mit Einsatz von Geld und familiären Beziehungen die Stelle eines Koadjutors in Breslau. Zugleich wurde ihm die Nachfolge auf dem Bischofsstuhl zugesichert, die 1503 auch vom Papst bestätigt wurde. Obwohl der sogenannte „Kolowratsche Vertrag“ vom 3. Februar 1504 bestimmte, dass auf den Breslauer Bischofsstuhl künftig nur gebürtige Schlesier, Mährer, Böhmen oder Lausitzer gewählt werden dürfen, wurde Johannes Thurzo als Landfremder nach dem Tode des Bischofs Johann IV. Roth am 2. Februar 1506 dessen Nachfolger. Die Bischofsweihe erfolgte durch Johanns jüngeren Bruder Stanislaus Thurzo, der Bischof von Olmütz war.
Als Bischof von Breslau stand Johannes 1507–1509 als Oberlandeshauptmann an der Spitze der schlesischen Fürsten. Gemeinsam mit seinem Bruder Stanislaus übernahm er die Einsammlung der für den Neubau des Petersdoms in Rom bestimmten Ablassgelder in Böhmen, Mähren und Schlesien.
Seine Amtsführung war von dem schwierigen Verhältnis zum Domkapitel, das ihm Nachlässigkeit, schlechte Verwaltung und kostspielige Hofhaltung vorwarf, und von der kirchen- und klerusfeindlichen Stimmung der Breslauer Bürgerschaft und der schlesischen Landesfürsten geprägt. Es gelang ihm nicht, die schwierigen kirchenpolitischen Aufgaben, die sich aus der beginnenden Reformation ergaben, zu lösen. Obwohl er mehrere Diözesansynoden berief und 1512 die Diözesanstatuten drucken ließ, konnte er das religiöse Leben nicht entscheidend fördern und erneuern.
Als aufgeklärter Humanist förderte er junge Theologen und Humanisten wie Caspar Ursinus Velius, Georg von Logau und Johann Heß, den späteren Führer der Reformation in Breslau. 1515 berief er Valentin Krautwald zu seinem Sekretär. Auch die Goldberger Lateinschule wurde von ihm unterstützt.
Thurzo besaß eine ansehnliche Bibliothek und zahlreiche Kunstwerke, darunter solche von Albrecht Dürer und Lucas Cranach. Durch seine rege Bautätigkeit förderte er die Bildenden Künste. Während seiner Amtszeit wurde die bischöfliche Sommerresidenz Burg Johannesberg bei Jauernig zu einem Renaissanceschloss umgebaut, und der Breslauer Dom erhielt einen kostbaren Reliquienschrein sowie ein Kupferdach. Mit dem von ihm 1517 errichteten Portal zur Domsakristei mit der Enthauptung Johannes des Täufers, hielt die Renaissancekunst Einzug in die Stadt. Er erbaute die Johanniskapelle und fand dort seine letzte Ruhestätte. Das Grabdenkmal aus weißem Marmor wurde 1537 von seinen Brüdern Stanislaus und Hans gestiftet.